# Herforder Brauerei
La Herforder Brauerei est une brasserie à Hiddenhausen, près de la ville de Herford.

## Histoire
La Brauerei Felsenkeller est fondée le 1er avril 1878 par les frères Gustav et Georg Uekermann à Schweicheln, près de Herford. Le nom Felsenkeller vient du fait que les caves de stockage furent construites dans la montagne sur le terrain en pente. Le 15 septembre 1895, l'embranchement particulier de 1,3 km vers la gare de Herford est mise en service. Dans la station de chargement souterraine sous la cour de la brasserie, la bière pression est chargée sur des wagons à bière. En 1928, la brasserie achète 35 wagons à bière. Le premier camion est acheté en 1911. Jusque-là, jusqu'à 60 chevaux de brasserie s'occupaient du transport de la bière. Jusqu'en 1927, la bière n'était disponible qu'en fûts. En août 1927, la bière est mise en bouteille pour la première fois, mais initialement uniquement sous la forme de malzbier. À partir de mars 1928, l'export et la pils sont mises en bouteille. Au cours de l'exercice 1927-1928, la bière en bouteille représentait 0,8 % des ventes totales de bière de 166 514 hl. Environ 200 personnes étaient employées dans la brasserie à l'époque. Le parc automobile était composé de 15 calèches et de 10 camions. En 1935, la bouteille à bouchon mécanique de 0,5 l est introduite, elle reste dans la gamme jusqu'en 1967 et est remplacée par l'Euroflasche de 0,5 l. Elle est changée contre la NRW-Flasche en 1988. La bouteille à bouchon mécanique de 0,5 l est transportée dans des caisses en bois. Elles sont remplacées par des boîtes en plastique en 1965. En 1956, la Steinieflasche de 0,33 l avec une capsule est introduite, qui est toujours le principal récipient de la brasserie aujourd'hui. Jusqu'en 1966, elle était conditionnée dans des caisses en bois, puis dans des caisses en plastique. Au cours de l'année brassicole 1967-1968, les fûts en bois sont remplacés par des fûts en aluminium. Les fûts en aluminium sont remplacés par des fûts en acier au cours de l'année de brassage 1985-1986. La brasserie connut son apogée dans les années 1980 avec une production annuelle de 1,1 million d'hectolitres. À cette époque, c'était l'une des plus grandes brasseries privées allemandes.
La Brauerei Felsenkeller Herford célèbre son 125e anniversaire en 2003. En février 2006, la brasserie change son nom en "Herforder Brauerei GmbH & Co. KG". En 2006, la Herforder Brauerei avait une production totale de 515 000 hl. L'année précédente, elle était encore de 540 000 hl. La Herforder Brauerei intègre le groupe Warsteiner le 1er juillet 2007.
Le 1er février 2018, le groupe Warsteiner annonce qu'il recherche un partenaire pour la Herforder Brauerei afin de pérenniser la marque "Herforder Pils". Alternativement, une vente est envisagée. En janvier 2021, la recherche d'un partenaire et les efforts de vente de l'entreprise sont abandonnés.

## Production
- Herforder Pils
- Herforder Export
- Herforder Landbier
- Herforder Alster
- Herforder Pils Alkoholfrei
- Herforder Maibock (saisonnière)
- Herforder Weihnacht (saisonnière)

### Herforder Pils
La Herforder Pils représente 90% du volume total brassé par la Herforder Brauerei. Un tiers de la production est vendu en fûts.
Depuis janvier 2007, la Herforder Pils est vendue dans de nouvelles Reliefflasche. Cette Reliefflasch est une forme de bouteille exclusive qui a la forme de la Steinieflasche, mais n'est plus compatible avec celle-ci dans le système de consigne consignée en raison de l'allègement de l'entreprise. Les caisses sont également revues et adaptées à la taille des palettes européennes standard, de sorte qu'il n'y a plus que 27 bouteilles dans une caisse au lieu de 30. Cependant, Herforder Pils est également disponible en caisses contenant 24 Longneckflaschen (0,33 l), 20 Longneckflaschen (0,5 l) ou 20 Reliefflasche (0,33 l). À partir de la mi-2017, les Reliefflasche sont de plus en plus utilisées pour toutes les bières. Les produits sont également proposés en pack de 8.

## Sponsoring
Herforder Pils s'appuie fortement sur le sponsoring dans le secteur du sport, de sorte que les équipes de football, de handball (par exemple TBV Lemgo), de basket-ball (par exemple Artland Dragons), de hockey sur glace, de tennis (par exemple TC Blau-Weiss Halle) et de football américain (par exemple Bielefeld Bulldogs) spécifiquement pris en charge. La brasserie est particulièrement impliquée avec le VfL Osnabrück, dont elle est le sponsor du maillot de l'équipe de football du club à plusieurs reprises et fournit la bière lors des matchs à domicile du VfL pendant des années.